# Линовский сельский совет (Путивльский район)
Линовский сельский совет (укр. Линівська сільська рада) — входит в состав
Путивльского района
Сумской области
Украины.
Административный центр сельского совета находится в 
с. Линово
.

## Населённые пункты совета
- с. Линово